# Kanon×kanon
kanon×kanon（カノンカノン），日本音樂團體，是不思議系大提琴演奏者(♀)以及秋葉原系創作者(♂)，分別由分島花音和カノン（アンティック-珈琲店-）組成一支名為kanon×kanon的2.5次元組合。

## 簡介
- 首張單曲《カレンデュラ レクイエム》於2010年11月17日發行，是TV動畫《屍鬼》的OP。

- 第2張單曲《恋の道程》於2011年6月15日發行，是TV動畫《30歲的保健體育》的OP。

## 作品

### 單曲
- 《カレンデュラ レクイエム》 - TV動畫「屍鬼」片頭曲2（2010年11月17日）

1. カレンデュラ レクイエム
作詞／作曲：kanon　編曲：kanon、涌井啓一、千葉直樹
2. ザ ドールハウス!
作詞／作曲：kanon　編曲：kanon、涌井啓一、千葉直樹
3. ウミガメスープ
作詞／作曲：kanon　編曲：涌井啓一/千葉直樹
4. カレンデュラ レクイエム [Less Vocal]
- 《恋の道程》 - TV動畫「30歲的保健體育」片頭曲（2011年6月15日）

1. 恋の道程
作詞：kanon♀　作曲：kanon♂　編曲：千葉直樹、涌井啓一
2. 恋愛のスゝメ
作詞／作曲：kanon♀　編曲：涌井啓一、千葉直樹
3. 恋の道程 [madmaid 17’s DT Bassline remix]
4. 恋の道程 [Instrumental]

## 官方網站
- Official Website （页面存档备份，存于） （日語）